# Augustin Robespierre

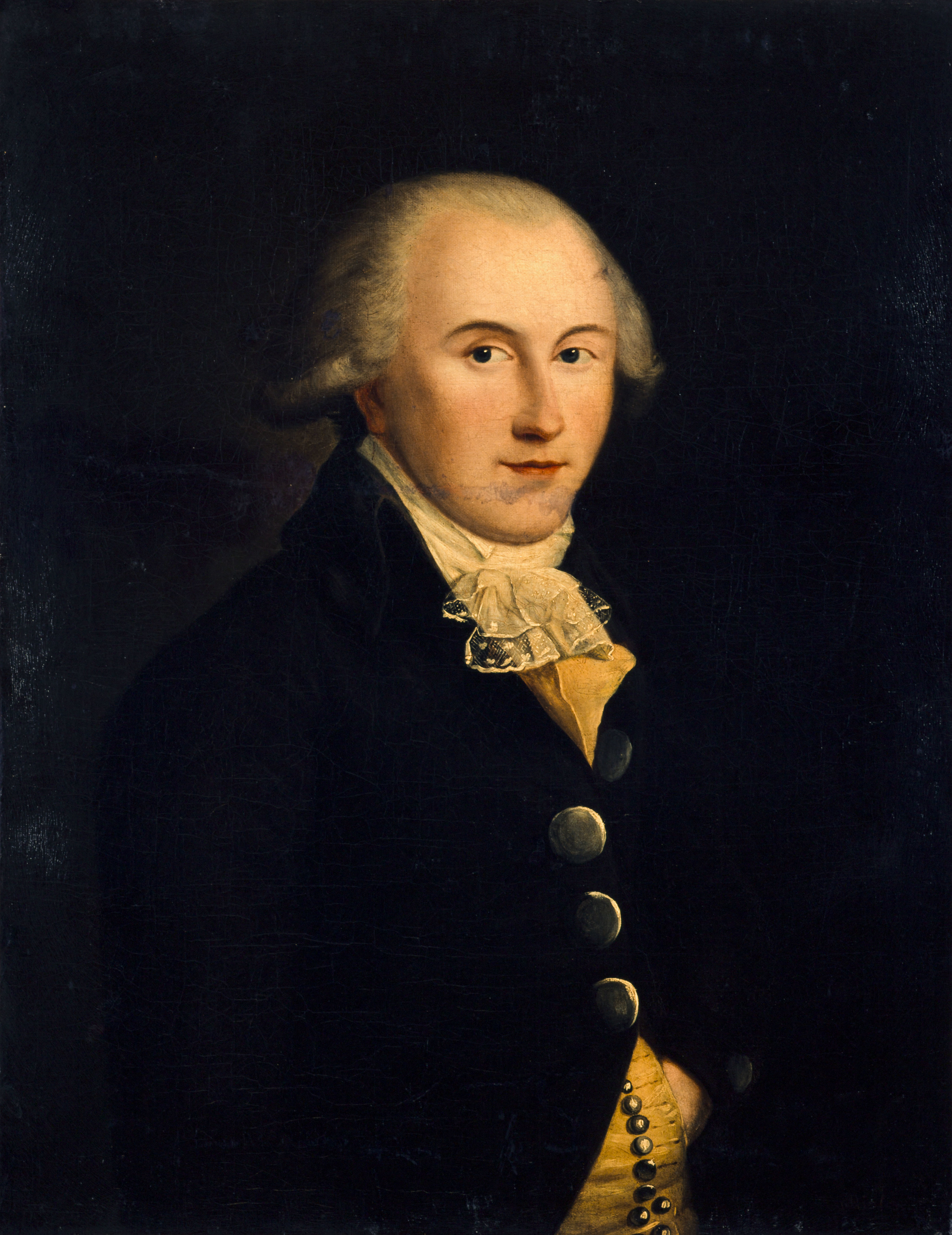
Augustin Robespierre

Augustin Bon Joseph de Robespierre  (* 21. Januar 1763 in Arras; † 28. Juli 1794 in Paris) war ein französischer Politiker während der Zeit der Französischen Revolution und jüngerer Bruder des Maximilien de Robespierre.
Augustin Robespierre war wie sein berühmter älterer Bruder, in dessen Schatten er zeit seines Lebens stand, Schüler am Pariser College Louis le Grand. 1791 wurde er Verwalter des Départements Pas-de-Calais. Im September 1792 wurde er als Abgeordneter der Stadt Paris in den Nationalkonvent gewählt. Hier gehörte er wie sein Bruder der Bergpartei und dem Club der Jakobiner an. Er machte sich aber – als Lebemann und Verehrer des Militärs – im Gegensatz zu seinem kühlen, unbestechlichen Bruder nicht viel aus der Politik.
Als Député-en-Mission der französischen Italienarmee (Armée d'Italie) war Augustin 1793 bei der Rückeroberung von Toulon zugegen. Augustin Robespierres Berichten hinsichtlich der militärischen Verdienste des jungen Napoleon Bonaparte und auch dessen pro-jakobinischen Pamphlets namens Le souper de Beaucaire verdankte dieser den Rang eines Gardegenerals, allerdings auch die zweiwöchige Inhaftierung (zwischen dem 6. und 20. August 1794) als Robespierreianer im Sommer 1794.
Als Maximilien de Robespierre am 27. Juli 1794 (9. Thermidor) durch die Thermidorianer im Hôtel de Ville verhaftet wurde, forderte Augustin den Konvent auf, mit ihm genauso zu verfahren, obwohl er nicht unter Anklage gestellt werden sollte.
So wurde er am 28. Juli 1794 mit seinem älteren Bruder und dessen engsten Gefolgsleuten auf der Place de la Revolution guillotiniert.